# Auguste Brauns
Auguste Brauns (geborene Zander; * 5. März 1893 in Bennigsen; † 7. Dezember 1990 in Isernhagen) war eine deutsche Schulgründerin und Kommunalpolitikerin.

## Leben
Auguste Zander wurde in der späten Gründerzeit des Deutschen Kaiserreichs im März 1893 als Tochter eines Bahnmeisters im Dorf Bennigsen bei Springe am Deister geboren. Bis 1910 besuchte sie die Schillerschule in Hannover, übersiedelte dann jedoch nach Berlin, um sich von 1912 bis 1913 in Zehlendorf zur Krankenpflegerin ausbilden zu lassen.
Im Jahr 1919 heiratete sie den Chemiker und Industriemanager Friedrich („Friedel“) Schott, mit dem sie in Hannover lebte. Aus der Ehe stammten zwei Kinder. Noch in den 1920er Jahren wurde sie in den Vorstand des Provinzialverbands des Bundes Deutscher Frauenvereine mit Sitz in Hannover gewählt.
Nach ihrer Scheidung heiratete sie im Jahr 1933 Walter Brauns. Während des Zweiten Weltkriegs zog Auguste Brauns 1943, dem Jahr der verheerendsten Luftangriffe auf Hannover, nach Großburgwedel. Dort wurde sie – noch während der Zeit der britischen Militärregierung – ab 1946 in den zunächst ernannten Gemeinderat gewählt, in dem sie anfangs als Mitglied der Sozialdemokratischen Partei Deutschlands (SPD), später als Mitglied der Freien Demokratischen Partei (FDP) bis 1961 wirkte.
Im Jahr 1946 wurde sie vom Gemeinderat mit einer Lösungsfindung für die schwierige Schulsituation beauftragt. 1947 erteilten die britischen Militärbehörden die Genehmigung zur Gründung der Oberschule in Großburgwedel, dem heutigen Gymnasium Großburgwedel.
Für ihre Leistungen wurde Auguste Brauns mit der Verleihung des Verdienstordens der Bundesrepublik Deutschland ausgezeichnet.